# Église Sainte-Croix de Berlin-Kreuzberg
Pour les articles homonymes, voir Église Sainte-Croix.
L'église Sainte-Croix (Heilig-Kreuz-Kirche) est une église luthérienne-protestante du quartier de Berlin-Kreuzberg dans la capitale allemande.
Elle est située à l'angle de la Zossennerstraße et de la Blücherstraße, à proximité du Landwehrkanal. Elle fait face aux cimetières de Mehringdamm.

## Histoire
La première pierre de sa construction a été posé le 18 avril 1885 et la cérémonie de dédicace a eu lieu le 27 octobre 1888 en présence de l'empereur Guillaume II et de sa femme Augusta-Victoria.
Les bombardements détruisent l'église pendant la guerre, qui sera reconstruite dans une forme simplifiée entre 1951 et 1959.
Le 27 octobre 2013 est célébré le 125e anniversaire de la dédicace de l'église en présence de l'évêque de Berlin Markus Dröge.